# Ганелина, Ирина Ефимовна
Ири́на Ефи́мовна Гане́лина (2 мая 1921 года, Сенно — 15 декабря 2010 года, Санкт-Петербург) — врач, доктор медицинских наук, профессор Медицинской академии последипломного образования, профессор-консультант Покровской больницы, создатель советской кардиореанимации. Работала медицинской сестрой в блокадном Ленинграде. Автор пяти монографий, более 150 научных публикаций.

## Биография
Родилась в семье банковского работника Ефима Соломоновича Ганелина (сына сенненского мещанина Шмуйлы Шлёмовича Ганелина) и врача Лидии Соломоновны Богорад (дочери кронштадтского купца).
Окончила 3-ю школу Смольнинского района Ленинграда (1939), работала медсестрой. С марта 1942 года — в эвакуации в Ташкенте, где поступила в медицинский институт, который окончила уже в Москве.
В 1964 году создала с сотрудниками лаборатории клинической и экспериментальной кардиологии Института физиологии имени И. П. Павлова АН СССР первое в СССР специализированное отделение для больных инфарктом миокарда, в котором была палата интенсивного наблюдения.
Доктор медицинских наук, профессор, автор пяти монографий, более 150 научных статей.
15 декабря 2010 года погибла под колесами снегоуборочной машины.
Вдова известного историка и филолога, крупного специалиста в области древнерусской литературы Якова Соломоновича Лурье (1921—1996), сын — историк и телеведущий Лев Лурье.